# Erwin Pröll
Pour les articles homonymes, voir Pröll.
Erwin Pröll, né le 24 décembre 1946 à Ziersdorf, est un homme politique autrichien membre du Parti populaire autrichien (ÖVP).

## Biographie
Il est Landeshauptmann de Basse-Autriche entre le 22 octobre 1992 et le 19 avril 2017. Au pouvoir pendant plus de 24 ans et cinq mois, il détient le record régional de longévité et le deuxième dans toute l'Autriche depuis 1945, après le Landeshauptmann de Haute-Autriche Heinrich Gleißner.
Pressenti comme candidat de l'ÖVP à l'élection présidentielle du 25 avril 2010, il indique le 13 octobre 2009 qu'il n'a pas l'intention de s'y présenter. Finalement, le Parti populaire ne proposera aucun nom au suffrage des Autrichiens.
Il est l'oncle de l'ancien ministre fédéral Josef Pröll.